# Mesoleptus blandus
Mesoleptus blandus là một loài tò vò trong họ Ichneumonidae.